# مخندقيات
تفرينيات (الاسم العلمي: Taphrinales) هي رتبة من الفطريات تتبع طائفة التفرينياوات من شعيبة التفرينيانية.

## فصائل
- تفرينية